# Nördsjön (Bygdeå socken, Västerbotten)
Nördsjön är en sjö i Robertsfors kommun i Västerbotten och ingår i Rickleån-Dalkarlsåns kustområde. Sjön har en area på 0,0796 kvadratkilometer och ligger 17 meter över havet.

## Delavrinningsområde
Nördsjön ingår i det delavrinningsområde (711785-174889) som SMHI kallar för Rinner mot Ricklefjärden. Medelhöjden är 19 meter över havet och ytan är 7,93 kvadratkilometer. Det finns inga avrinningsområden uppströms utan avrinningsområdet är högsta punkten. Avrinningsområdets utflöde mynnar i havet, utan att ha någon enskild mynningsplats. Avrinningsområdet består mestadels av skog (78 procent). Avrinningsområdet har 0,14 kvadratkilometer vattenytor vilket ger det en sjöprocent på 1,7 procent.